# Ecphylus flavus
Ecphylus flavus är en stekelart som beskrevs av Marsh 1965. Ecphylus flavus ingår i släktet Ecphylus och familjen bracksteklar. Inga underarter finns listade i Catalogue of Life.